# Together Forever (canção)
"Together Forever" é o single de estreia do álbum Together Forever, lançado pela cantora de freestyle e hip-hop Lisette Melendez no final de 1990. Foi primeiramente lançado em formato 12" polegas para os clubes, no qual em 16 de Fevereiro de 1991 alcançou a posição #31 na parada de músicas dance, permanecendo por nove semanas na parada. Mais tarde, começou a receber a atenção de rádios maiores, e conseguiu entrar na Billboard Hot 100, e em 6 de Abril de 1991 alcançou a posição #35, sendo uma das poucas canções de freestyle a passar pela barreira dos Top 40 da Billboard Hot 100.
A canção foi produzida por Carlos "After Dark" Berrios, que também produziu a canção "Temptation" da cantora Corina, na qual se pode explicar o porquê das duas canções possuírem certa similaridade. "Together Forever" é considerada como uma das poucas canções lançadas nos anos 90 a ajudar a reviver a popularidade do freestyle perdidada devido ao surgimento do movimento grunge.
Em 2008 o vídeoclipe da canção foi satirizado por Marcos Mion em seu programa Descarga MTV.

## Faixas
CD Maxi-single
| N.º | Título                                          | Duração |  |
| 1.  | "Together Forever" (New School Freestyle)       | 6:18    |  |
| 2.  | "Together Forever" (New School Dub)             | 5:15    |  |
| 3.  | "Together Forever" (Something for the Red Zone) | 5:27    |  |
| 4.  | "Together Forever" (Something for Roseland)     | 5:11    |  |
| 5.  | "Together Forever" (Berrios Beats)              | 2:19    |  |
| 6.  | "Together Forever" (Radio Edit)                 | 3:49    |  |

## Posições nas paradas musicais
| Parada musical (1991)                               | Melhor posição |
| --------------------------------------------------- | -------------- |
| Estados Unidos - Billboard Hot 100                  | 35             |
| Estados Unidos - Hot Dance Music/Club Play          | 31             |
| Estados Unidos - Hot Dance Music/Maxi-Singles Sales | 11             |